# Val Duron

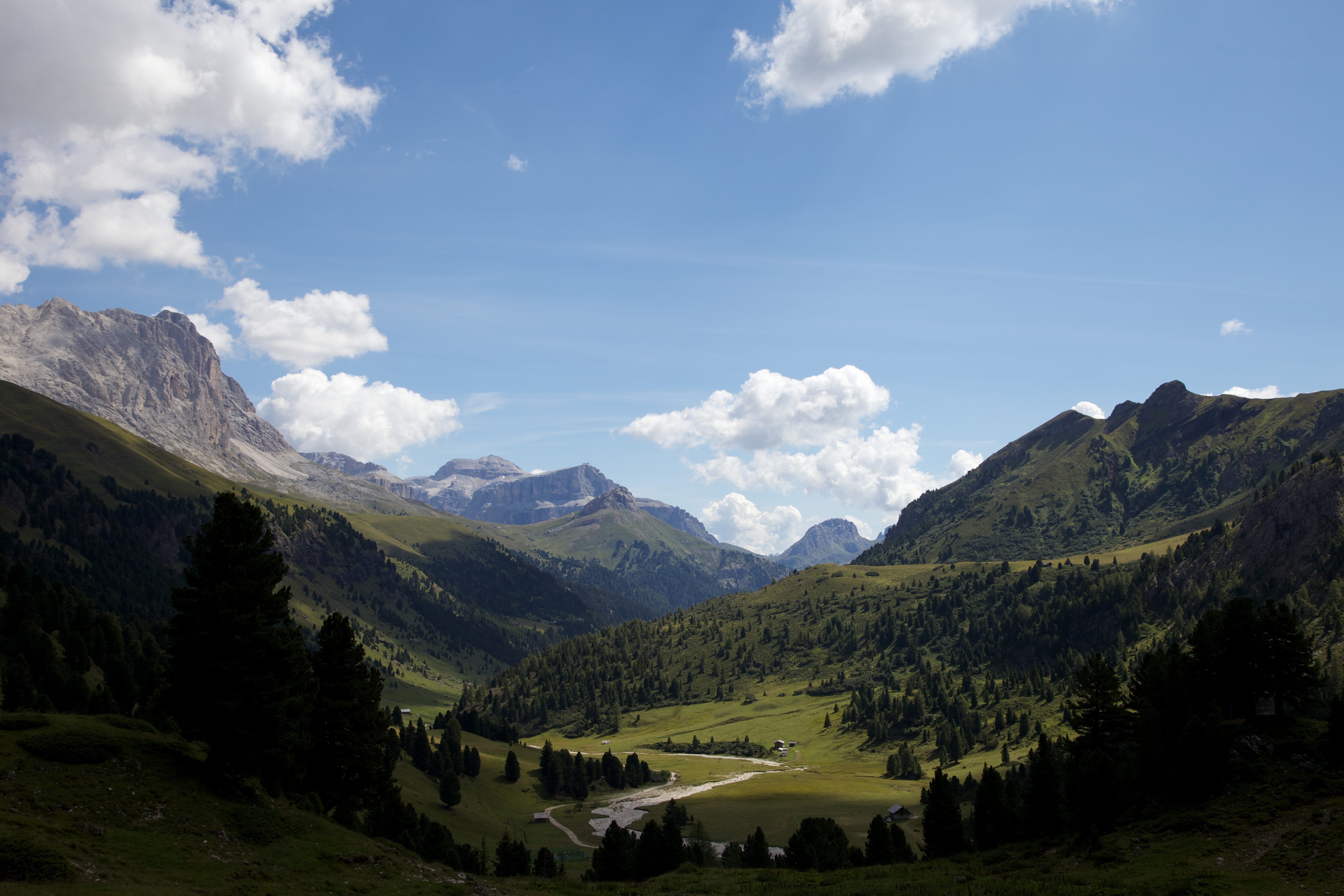
Val Duron – Blick nach Osten

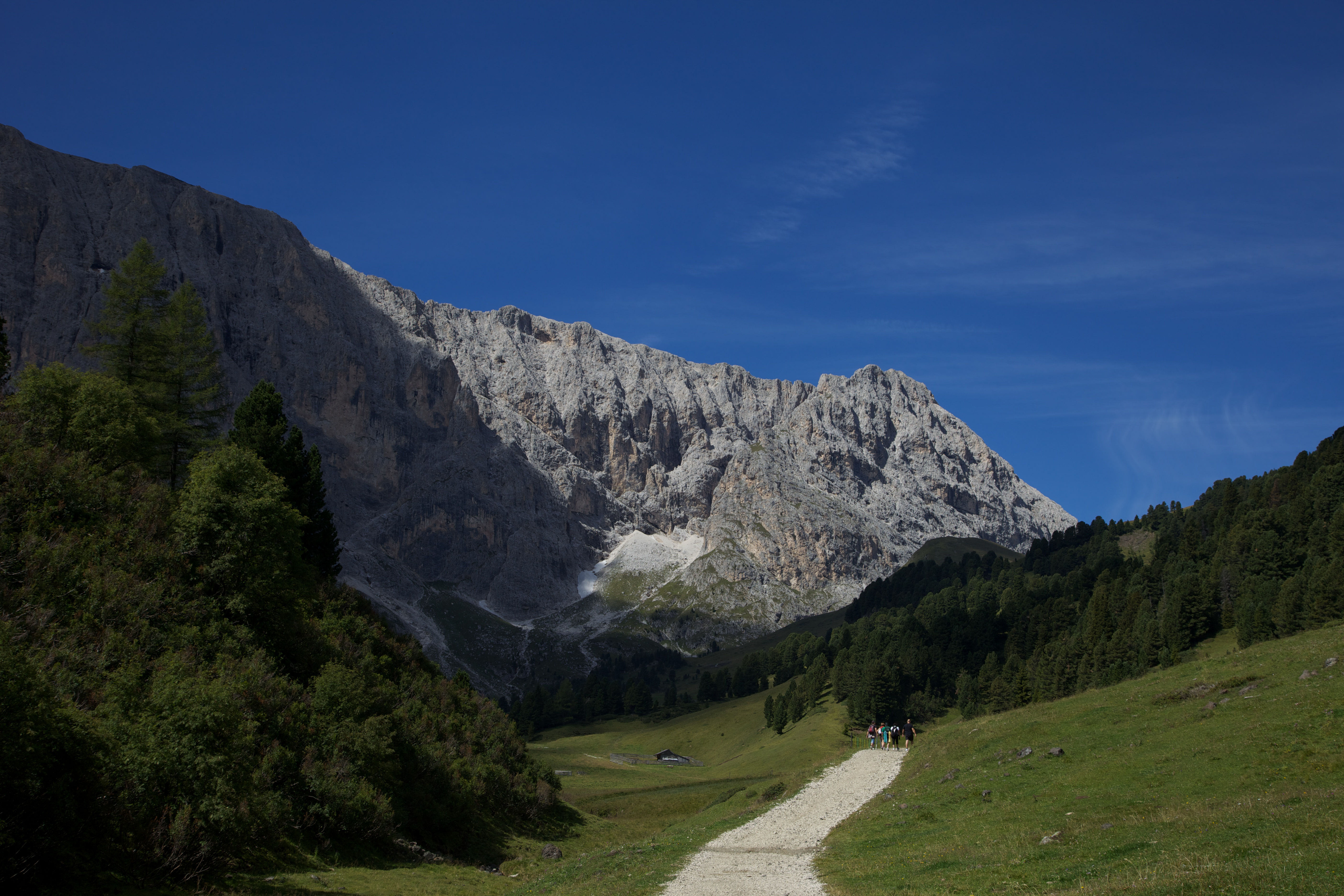
Rosengarten – Val Duron

Das Val Duron (Durontal) ist ein Tal in den Dolomiten. Es wurde nach dem gleichnamigen Bach benannt, welcher das Tal durchzieht. Das Durontal verbindet die Seiser Alm mit dem Fassatal. Das Tal ist von Campitello di Fassa zu Fuß und mit dem Mountainbike zu erreichen. Es liegt auf ca. 2000 m über dem Meeresspiegel und wird im Westen vom Rosengarten und im Norden von der Langkofelgruppe eingerahmt. Das Tal gehört zur Gemeinde Campitello in der Provinz Trentino.
Auf der Nordseite des Tals führt am Südhang von Zahn- und Plattkofel der Friedrich-August-Weg entlang, ein viel begangener Bergwanderweg um die Langkofelgruppe, von dem man schöne Blicke in die angrenzenden Gebirgsgruppen genießen kann.

## Galerie

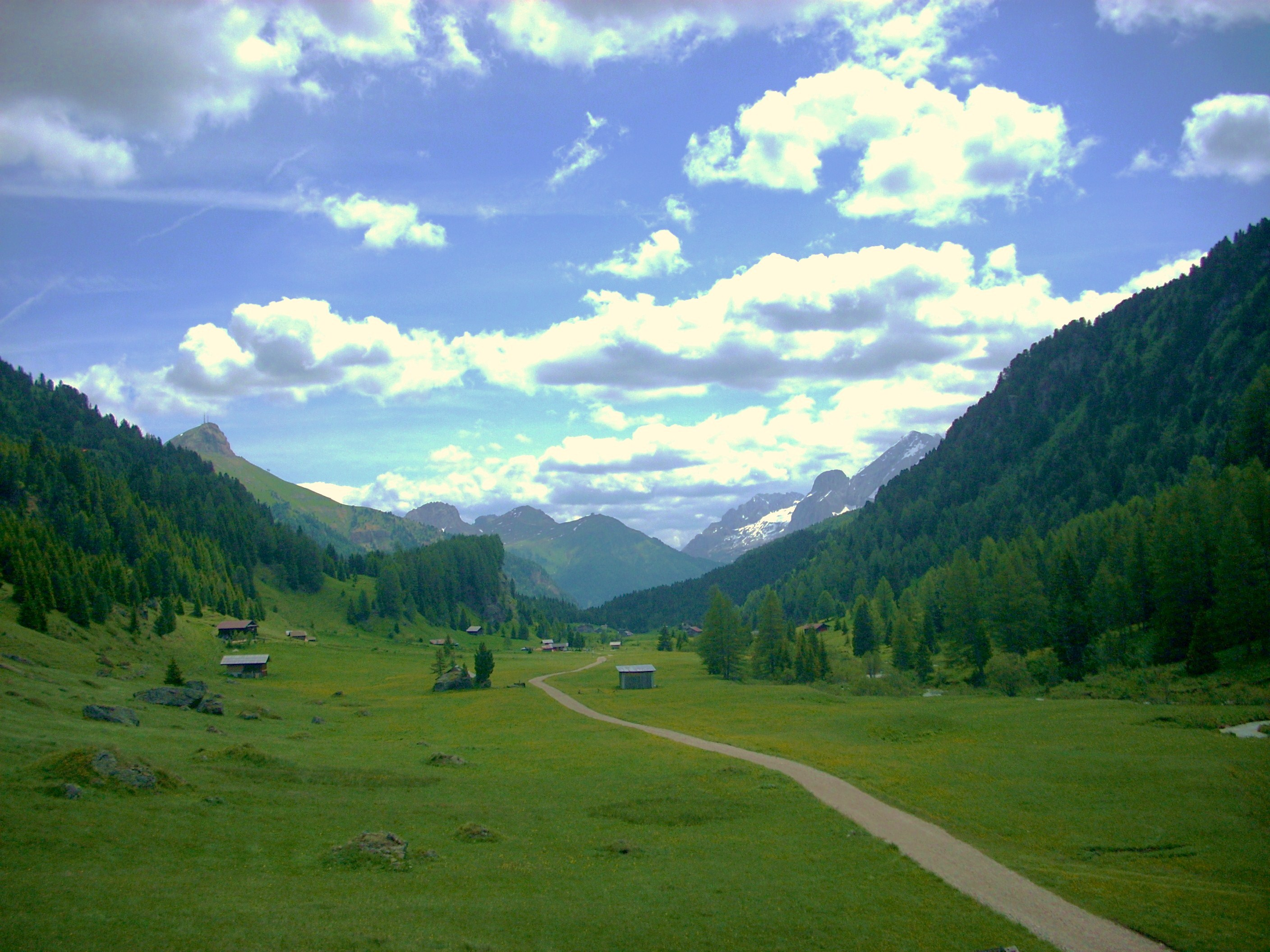
Das Tal
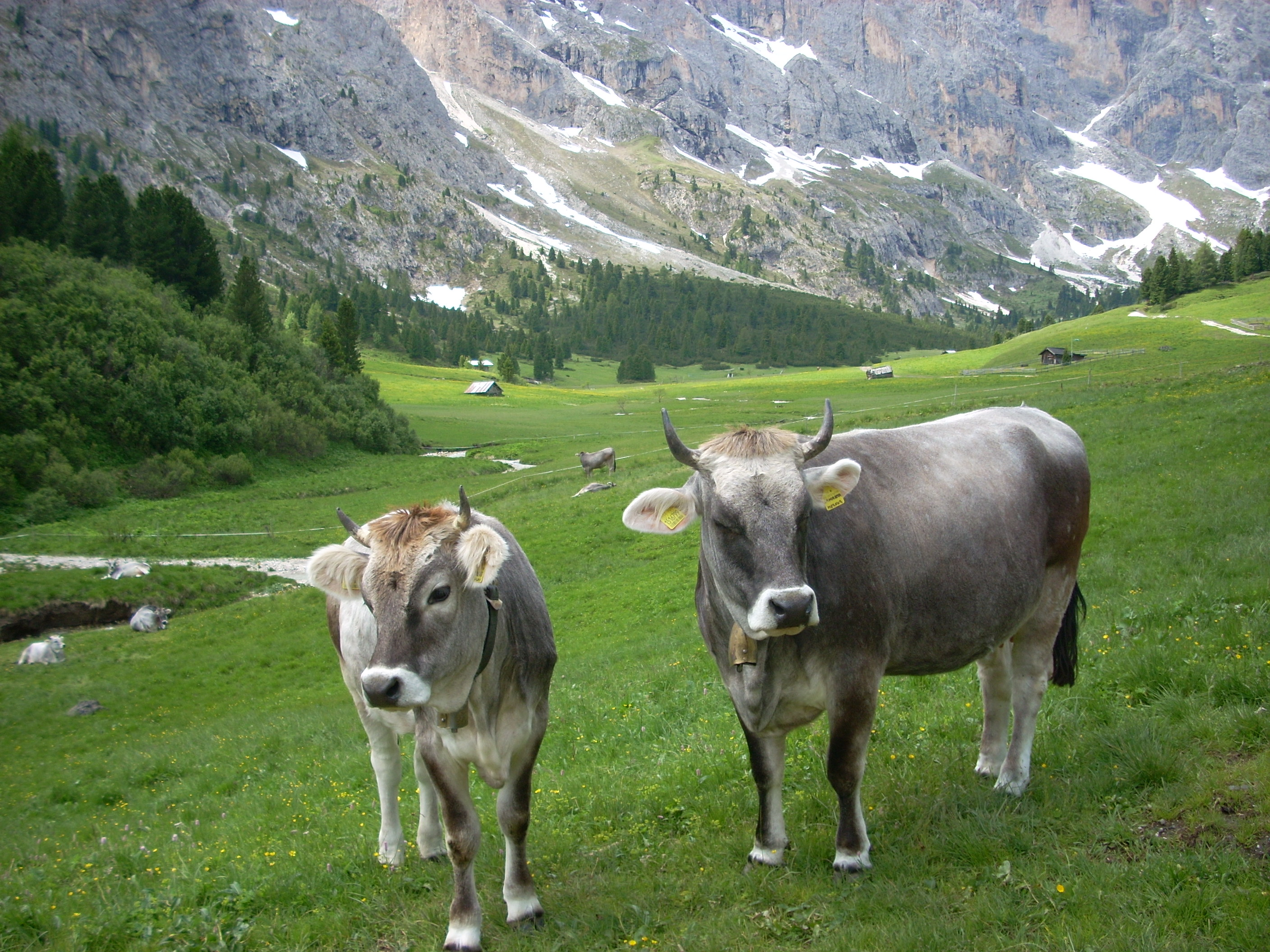
Hausrinder auf einer Wiese im Tal
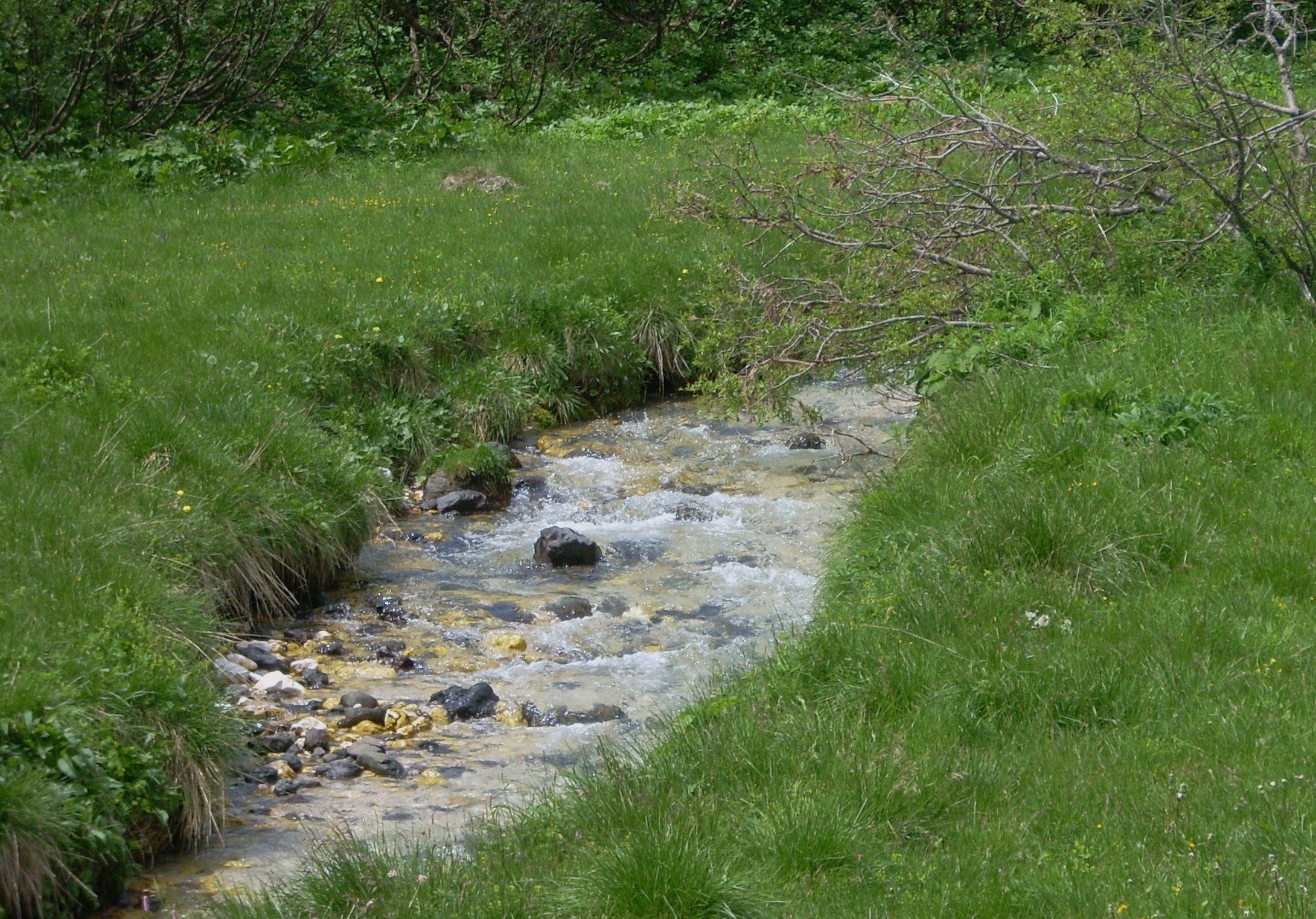
Der „Rio Duron“